# Louis Thomassin
Louis Thomassin (Aix-en-Provence, 28 agosto 1619 – 1695) è stato un religioso e teologo francese.

## Biografia
Sacerdote della Congregazione oratoriana di San Filippo Neri, proveniente da un'antica famiglia originaria della Borgogna, che si era trasferita in Provenza con il re d'Anjou, nacque a Aix il 28 agosto 1619. Il padre era avvocato generale alla Corte dei conti. Insegnante di teologia, fu chiamato all'età di trentacinque anni a Parigi a tenere delle conferenze di teologia positiva. Morì nel 1695.

## Opere
L'oratoriano Louis Thomassin pubblicò, prima in francese e poi in latino, un testo sulla disciplina antica e nuova della Chiesa, Ancienne et nouvelle discipline de l'Eglise (Parigi, 1678-1679), considerato opera fondamentale per lo studio delle istituzioni ecclesiastiche e del diritto canonico e, dopo la sua morte, è stato pubblicato il Traité du négoce et de l'usure diviso in due parti, la prima dedicata al commercio e la seconda all'usura.

## Bibliografia

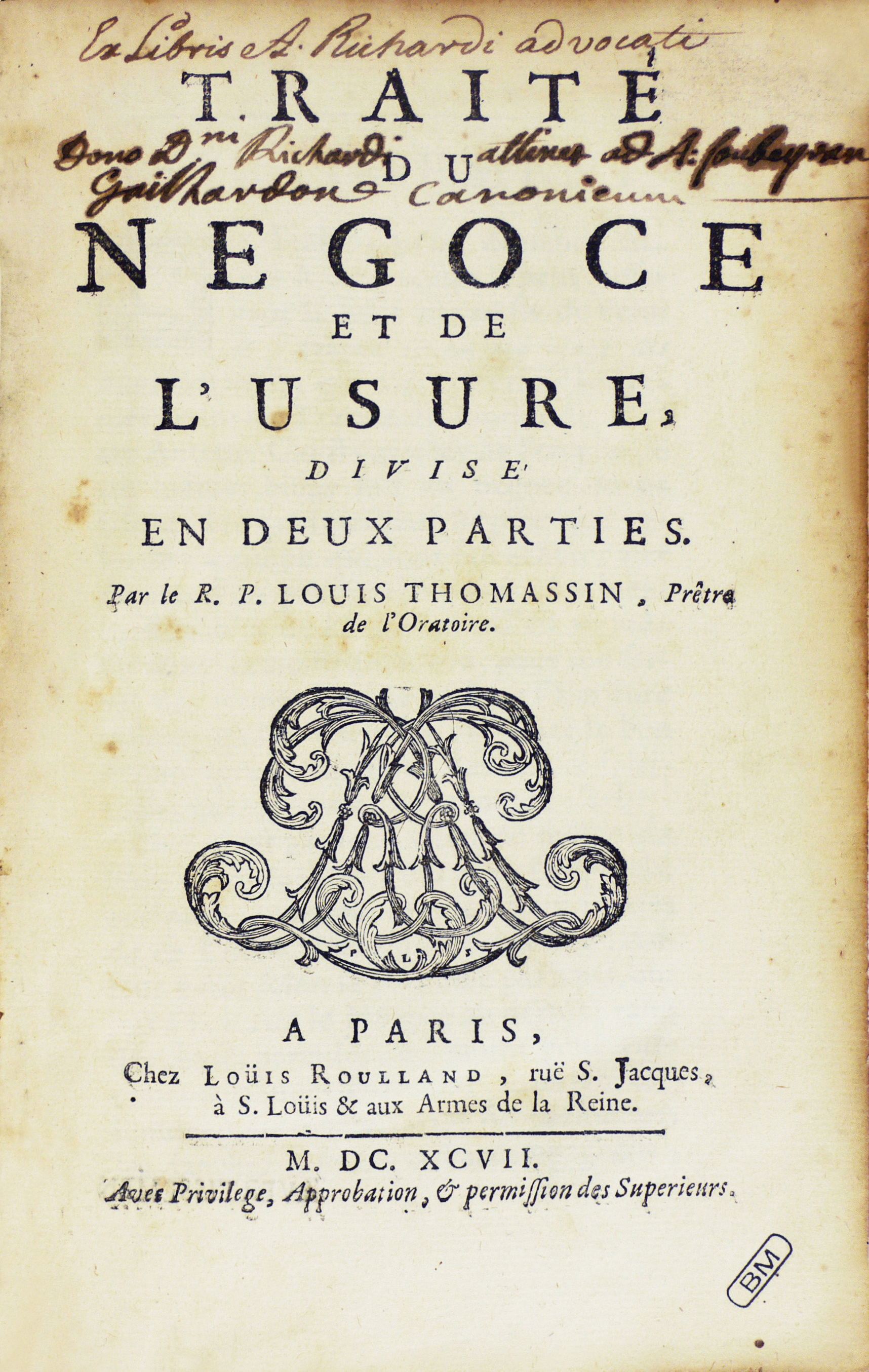
Traité du négoce et de l'usure, 1697 (Fondazione Mansutti, Milano).

De Verbi Dei Incarnatione, 1680